# Municipalité de Kazlų Rūda
La municipalité de Kazlų Rūda (en lituanien : Kazlų Rūdos savivaldybė) est l'une des soixante municipalités de Lituanie. Son chef-lieu est Kazlų Rūda.

## Seniūnijos de la municipalité de Kazlų Rūda
- Antanavo seniūnija (Antanavas)
- Jankų seniūnija (Jankai)
- Kazlų Rūdos seniūnija (Kazlų Rūda)

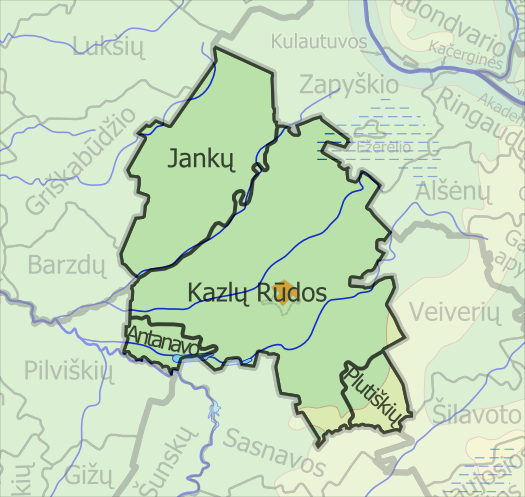
Seniūnijos de la municipalité de Kazlų Rūda.

- Plutiškių seniūnija (Plutiškės)